# 150. østlige længdekreds
Den 150. østlige længdekreds (eller 150 grader østlig længde) er en længdekreds, der ligger 150 grader øst for nulmeridianen. Den løber gennem Ishavet, Asien, Stillehavet, Australasien, det Sydlige Ishav og Antarktis.